# Мајсен
Мајсен (њем. Meißen) град је у њемачкој савезној држави Саксонија. Једно је од 34 општинска средишта округа Мајсен. Према процјени из 2010. у граду је живјело 27.736 становника. Налази се на око 25 километара северозападно од Дрездена.

### Историја
Град је 929. основао Хајнрих I Птичар на стени која се издиже над реком. Епархија Мајсен основана је 968, а Мајсен је постао бискупско седиште. Мајсен је исте године постао седиште маркгрофова од Мајсена. Болеслав Храбри је 1018 заузео Мајсен, који је једно време припадао Пољској. Конрад II, цар Светог римског царства вратио је 1032. изгубљене територије, укључујући Мајсен. Од 1089. Мајсен је у поседу династије Ветин. Град се налазио на правцу немачке источне колонизације словенских територија источно од Лабе. Градска права град је добио 1332. Протестантизам је прихваћен у Мајсену 1559, а католичка бискупија је укинута 1581. Мајсен је познат у свету по првој европској мануфактури порцелана која је овде основана 1708. Локалне наслаге каолина омогућиле су отварање фабрике порцелана.

### Географски и демографски подаци
Мајсен се налази у савезној држави Саксонија у округу Мајсен. Град се налази на надморској висини од 106 метара. Површина општине износи 30,9 km². У самом граду је, према процјени из 2010. године, живјело 27.736 становника. Просјечна густина становништва износи 898 становника/km². Посједује регионалну шифру (AGS) 14627140. Кроз Мајсен протиче река Елба. Крајем 2010. имао је око 28.000 становника.

## Међународна сарадња
| Мјесто        | Држава    | Врста сарадње | Од    |
| ------------- | --------- | ------------- | ----- |
| Арита         | Јапан     | партнерство   | 1979. |
| Крф           | Грчка     | партнерство   | 1996. |
| Витри сир Сен | Француска | партнерство   | 1964. |
| Литомјержице  | Чешка     | контакт       | 1996. |
| Извор         |           |               |       |